# Kadina
Kadina (nemško Kading) je naselje v Občini Gospa Sveta v Okraju Celovec-dežela na Koroškem v Avstriji.